# Новопавлівка (Нікопольський район)
Новопа́влівка — село в Україні, у Нікопольському районі Дніпропетровської області. Входить до складу Мирівської сільської громади.
До 2017 року орган місцевого самоврядування — Виводівська сільська рада. Населення — 47 мешканців.

## Географія
Село Новопавлівка знаходиться на відстані 2,5 км від сіл Виводове і Стрюківка. По селу протікає пересихаючий струмок з загатою. Поруч проходить автомобільна дорога Т 0420.

## Населення

### Мова
Розподіл населення за рідною мовою за даними перепису 2001 року:
| Мова       | Кількість | Відсоток |
| ---------- | --------- | -------- |
| українська | 38        | 80.85%   |
| російська  | 9         | 19.15%   |
| Усього     | 47        | 100%     |

## Інтернет-посилання
- Погода в селі Новопавлівка

1. ↑  Рідні мови в об'єднаних територіальних громадах України — Український центр суспільних даних